# Idan Ofer

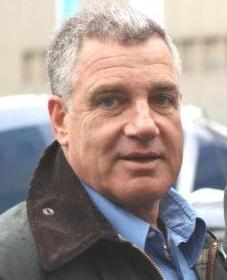
Idan Ofer

Idan Ofer (* 2. Oktober 1955) ist ein israelischer Unternehmer, Milliardär, Geschäftsmann und Direktor der Ofer Brothers Group. Er gründete Eastern Pacific Shipping und ist Direktor der Quantum Pacific Group. Im Jahr 2023 war er mit 14 Milliarden USD der zweitreichste Israeli, nach seinem Bruder Eyal Ofer.
Er ist in den Geschäftsfeldern Schifffahrt, Energie, Bergbau, Ölförder-Infrastruktur, Autoindustrie und Sport aktiv. Ofer ist Mehrheitsaktionär der Israel Corporation, die an der Börse von Tel Aviv notiert ist, sowie der Kenon Holdings, die an der Börse von Tel Aviv und in New York City notiert ist. Außerdem ist er Eigentümer der israelischen Holdinggesellschaft Lynav Holdings und der in den Niederlanden ansässigen Ansonia Holdings.
Ofer besitzt 32 % der Anteile des spanischen Fußballvereins Atlético Madrid und 85 % der Anteile des portugiesischen Fußballvereins FC Famalicão, der in der Primeira Liga spielt.

## Leben
Die Familie Ofer ist rumänischer Abstammung. Sein Vater war der Unternehmer Sammy Ofer und sein Onkel war der Unternehmer Yuli Ofer. Sein Bruder ist der Unternehmer Eyal Ofer. Sammy und sein Bruder Yuli Ofer wanderten aus Rumänien in das Britische Protektorat Palästina in den 1920er Jahren ein. Sie dienten in der
Royal Navy und der in Gründung befindlichen Israelischen Marine. Sammy Ofer kaufte 1950 ein erstes Schiff und baute ein Reedereiimperium auf.
Sein Sohn Idan Ofer erwarb in den 1980er Jahren einen MBA-Abschluss in Betriebswirtschaft der London Business School, die er heute noch finanziell unterstützt und in deren europäischem Beirat er sitzt. Er graduierte an der Universität Haifa. Er war Mitglied des Beirats des Dean's Council der John F. Kennedy School of Government an der Harvard University; im Oktober 2023 zog er sich aus Protest von diesem Amt zurück, weil die Universitätsleitung nicht deutlich eine Erklärung von 33 Studentengruppen verurteilt hatte, die ausschließlich Israel verantwortlich machte für den Terror-Angriff der Hamas auf Israel 2023.
Ofers Karriere begann 1980 in Hongkong mit dem Ausbau des Schifffahrtunternehmens seiner Familie. Er arbeitete danach in den Vereinigten Staaten und Singapur. 1987 gründete er Eastern Pacific Shipping.
Nach einigen Jahren Tätigkeit in der Schifffahrts- und Offshore-Öllagerindustrie in Asien und den USA war er von 1999 bis 2009 Chairman (Vorstandsvorsitzender) der Israel Corporation. Zuvor war er auch Chairman der United Mizrahi Bank (2005 aufgegangen in der Bank Mizrahi-Tefahot). Zudem war Idan Ofer Chairman des Unternehmens Better Place, bis dieses 2013 Insolvenz anmeldete. Er kontrolliert die Mashat Investments Ltd., die 80 % von Millenium Investments Elad hält, die wiederum 46,9 % Anteil an der Israel Corporation besitzt. Ofer ist Direktor der Israel Corporation und der Quantum Pacific Group, eine Holdinggesellschaft ansässig in Guernsey. Er war Beiratsmitglied von Synergy Ventures und Aspect Enterprise Solutions. Er ist außerdem Direktor der Ofer Brothers Group und verschiedener Tochterunternehmen.
Obwohl Idan durch die Privatisierung und wirtschaftsfreundliche Politik der rechten Regierung profitiert hat, soll er diese nicht unterstützen. Er wird dem liberalen Lager zugeordnet und spricht sich für Frieden mit Palästina aus. Er unterstütze auch eine Initiative zur Förderung von palästinensischen Wirtschaftsunternehmen.
2014 gründete er Kenon Holdings als Spin-off der Israel Corporation. Es handelt sich um eine Holdinggesellschaft, die sich in erster Linie auf wachstumsorientierte Unternehmen in der Automobil- und Energiebranche konzentriert. Sie übernahm einige der Investitionen, die zuvor von der Israel Corporation gehalten wurden, wie Qoros, ein gemeinsames Projekt, das in Partnerschaft mit Chery Automobile gegründet wurde und Automobile für einen „jungen, international ausgerichteten“ Markt in China herstellt. Zu den weiteren Beteiligungen gehören Zim Integrated Shipping Services und IC Power, sowie Inkia Energy, ein peruanisches Energieunternehmen und Tochtergesellschaft von IC Power. Die Israel Corporation hält weiterhin Beteiligungen an Ölraffinerien und Israel Chemicals.
Außerdem ist Ofer zusammen mit Richard Branson und anderen Mitbegründer des Carbon War Room, einer Denkfabrik zum Klimawandel mit Sitz in Washington, D.C. Der Financial Times zufolge ist er „ein Tel Aviver Liberaler nach dem Vorbild der alten israelischen Arbeitspartei“.
Nach dem Tod seines Vaters im Jahr 2011 erbte er die Hälfte des Vermögens seines Vaters und dessen Sammlung moderner Kunst.
Im März 2022 verkaufte Israel Corp, das von Idan Ofer kontrolliert wird, 20,17 Millionen Aktien zu 10,90 US-Dollar pro Aktie für insgesamt 220 Millionen US-Dollar.
Im November 2022 wurde der Öltanker Pacific Zircon von Ofers Eastern Pacific Shipping vor der Küste Omans von einer Drohne beschossen. An der mit Gasöl beladenen Schiff sei laut Reederei leichter Schaden entstanden aber niemand verletzt worden. Wer für den Angriff verantwortlich ist, ist unklar.
Ofer ist verheiratet und hat fünf Kinder aus vier Ehen. Seine vierte Frau ist Batia Ofer. Sie lebten bis 2013 in Arsuf, Israel (in der Nähe von Tel Aviv).

## Sportinvestment
Ofer erwarb 2018 einen Anteil von 51 % am portugiesischen FC Famalicão über die Quantum Pacific Group. Diesen erhöhte er 2019 auf 85 %. Er besitzt außerdem einen Anteil von 32 % am spanischen Fußballverein Atlético Madrid.

## Kontroversen
Der Filmmacher und Parlamentarier Miki Rosenthal veröffentlichte 2008 eine Dokumentation mit dem Titel "The Shakshuka System". Der Name bezieht sich auf ein israelisches Gericht aus Eiern und Tomatensauce, welches Rosenthal als Metapher für die Ofers Beziehung zu israelischen Politikern diente. Die enge Beziehung soll Grundlage für den günstigen Erwerb von Staatsunternehmen durch Ofers gewesen sein. Idan Ofer verklagte Rosenthal wegen Verleumdung. Der Streit wurde außergerichtlich beigelegt.
Als Idan Ofer 2013 seinen Wohnsitz von Israel nach London verlegte, führte dies zu Schlagzeilen in den führenden israelischen Zeitungen. Ihm wurde vorgehalten, dass der Umzug steuerlich motiviert sei und ihm eine Ersparnis von € 300 Mio. einbringen würde. Ofer entgegnete, dass er lediglich in der Nähe seiner verwitweten Mutter wohnen wolle. Die vergiftete Stimmung soll sich auch auf die öffentlich ausgetragenen Steuerdiskussionen zwischen Ofers größtem Investment, Israel Chemicals Ltd., und dem Staat Israel ausgewirkt haben.
2014 soll er die israelische Spionagefirma Black Cube bezahlt haben, um Informationen über den damaligen israelischen Finanzminister Jair Lapid und andere Regierungsbeamte zu erhalten, um so die Steuerpolitik zu beeinflussen.

## Vermögen
Nach Angaben des US-amerikanischen Forbes Magazine gehört Ofer zu den reichsten Israelis und ist in The World’s Billionaires gelistet. Er hat laut Forbes ein Gesamtvermögen von 8.9 Milliarden US-Dollar. Sein Vater verstarb 2011. Das Vermögen stammt maßgeblich aus der Erbschaft seines Vaters, welches u. a. aus Unternehmensbeteiligungen, Immobilien und einer Kunstsammlung bestand. Das Erbe wurde zwischen Idan Ofer und seinem Bruder Eyal durch das Ziehen von Losen aufgeteilt.